# Welkers
Welkers ist ein Ortsteil der Gemeinde Eichenzell im osthessischen Landkreis Fulda. Der in der Gemarkung gelegene Industriepark Rhön gehört zum Ort.

## Geographie
Welkers liegt im oberen Fuldatal in den westlichen Ausläufern der Rhön südöstlich von Eichenzell. Durch den Ort verläuft die Landesstraße 3307. Im Westen führt die Bundesautobahn 7 an Welkers vorbei. Der Ort hat einen Haltepunkt an der Bahnstrecke Fulda–Gersfeld.

## Geschichte

### Ortsgeschichte
Die älteste bekannte schriftliche Erwähnung von Welkers erfolgte unter dem Namen Welgeres im Jahr 1166 in einer Urkunde des Reichsklosters Fulda, als ein Bernger von Welkers („Welgeres“ = Hof des Waltgar) als Zeuge auftritt.
Zum 31. Dezember 1971 wurde die bis dahin selbstständige Gemeinde Welkers im Zuge der Gebietsreform in Hessen auf freiwilliger Basis als Ortsteil in die Gemeinde Eichenzell eingemeindet.
Für Welkers wurde, wie für die übrigen Ortsteile von Eichenzell, ein Ortsbezirk eingerichtet.
Im Jahr 2016 beging der Ort sein 850-jähriges Jubiläum.

### Verwaltungsgeschichte im Überblick
Die folgende Liste zeigt die Staaten und Verwaltungseinheiten, denen Welkers angehört(e):
- vor 1803: Heiliges Römisches Reich, Hochstift Fulda, Centoberamt Fulda
- 1803–1806: Heiliges Römisches Reich, Fürstentum Nassau-Oranien-Fulda, Fürstentum Fulda, Johannesberg
- 1806–1810: Kaiserreich Frankreich, Fürstentum Fulda (Militärverwaltung)
- 1810–1813: Großherzogtum Frankfurt, Departement Fulda, Distrikt Johannesberg
- ab 1816: Kurfürstentum Hessen, Großherzogtum Fulda, Amt Neuhof[8]
- ab 1821/22: Kurfürstentum Hessen, Provinz Fulda, Kreis Fulda[9][Anm. 2]
- ab 1848: Kurfürstentum Hessen, Bezirk Fulda
- ab 1851: Kurfürstentum Hessen, Provinz Fulda, Kreis Fulda
- ab 1867: Königreich Preußen,[Anm. 3] Provinz Hessen-Nassau, Regierungsbezirk Kassel, Kreis Fulda
- ab 1871: Deutsches Reich,  Königreich Preußen, Provinz Hessen-Nassau, Regierungsbezirk Kassel, Kreis Fulda
- ab 1918: Deutsches Reich, Freistaat Preußen, Provinz Hessen-Nassau, Regierungsbezirk Kassel, Kreis Fulda
- ab 1944: Deutsches Reich, Freistaat Preußen, Provinz Kurhessen, Landkreis Fulda
- ab 1945: Deutsches Reich, Amerikanische Besatzungszone,[Anm. 4] Groß-Hessen, Regierungsbezirk Kassel, Landkreis Fulda
- ab 1946: Deutsches Reich, Amerikanische Besatzungszone, Hessen, Regierungsbezirk Kassel, Landkreis Fulda
- ab 1949: Bundesrepublik Deutschland, Hessen, Regierungsbezirk Kassel, Landkreis Fulda
- ab 1972: Bundesrepublik Deutschland, Hessen, Regierungsbezirk Kassel, Landkreis Fulda, Gemeinde Eichenzell[Anm. 5]

## Bevölkerung

### Einwohnerentwicklung
| • 1812: | 32 Feuerstellen, 274 Seelen |

| Welkers: Einwohnerzahlen von 1812 bis 2023 | Welkers: Einwohnerzahlen von 1812 bis 2023 | Welkers: Einwohnerzahlen von 1812 bis 2023 | Welkers: Einwohnerzahlen von 1812 bis 2023 | Welkers: Einwohnerzahlen von 1812 bis 2023 |
| --- | ------------------------------------------ | ------------------------------------------ | ------------------------------------------ | ------------------------------------------ |
| Jahr |                                            |                                            |                                            | Einwohner                                  |
| 1812 | 1812                                       |                                            | 274                                        | 274                                        |
| 1834 | 1834                                       |                                            | 389                                        | 389                                        |
| 1840 | 1840                                       |                                            | 374                                        | 374                                        |
| 1846 | 1846                                       |                                            | 391                                        | 391                                        |
| 1852 | 1852                                       |                                            | 402                                        | 402                                        |
| 1858 | 1858                                       |                                            | 403                                        | 403                                        |
| 1864 | 1864                                       |                                            | 377                                        | 377                                        |
| 1871 | 1871                                       |                                            | 332                                        | 332                                        |
| 1875 | 1875                                       |                                            | 328                                        | 328                                        |
| 1885 | 1885                                       |                                            | 304                                        | 304                                        |
| 1895 | 1895                                       |                                            | 313                                        | 313                                        |
| 1905 | 1905                                       |                                            | 327                                        | 327                                        |
| 1910 | 1910                                       |                                            | 333                                        | 333                                        |
| 1925 | 1925                                       |                                            | 383                                        | 383                                        |
| 1939 | 1939                                       |                                            | 440                                        | 440                                        |
| 1946 | 1946                                       |                                            | 580                                        | 580                                        |
| 1950 | 1950                                       |                                            | 610                                        | 610                                        |
| 1956 | 1956                                       |                                            | 585                                        | 585                                        |
| 1961 | 1961                                       |                                            | 582                                        | 582                                        |
| 1967 | 1967                                       |                                            | 812                                        | 812                                        |
| 1970 | 1970                                       |                                            | 599                                        | 599                                        |
| 1980 | 1980                                       |                                            | ?                                          | ?                                          |
| 1990 | 1990                                       |                                            | ?                                          | ?                                          |
| 1996 | 1996                                       |                                            | 940                                        | 940                                        |
| 2000 | 2000                                       |                                            | 1.006                                      | 1.006                                      |
| 2005 | 2005                                       |                                            | 1.077                                      | 1.077                                      |
| 2011 | 2011                                       |                                            | 966                                        | 966                                        |
| 2016 | 2016                                       |                                            | 984                                        | 984                                        |
| 2020 | 2020                                       |                                            | 968                                        | 968                                        |
| 2023 | 2023                                       |                                            | 1.053                                      | 1.053                                      |
| Datenquelle: Historisches Gemeindeverzeichnis für Hessen: Die Bevölkerung der Gemeinden 1834 bis 1967. Wiesbaden: Hessisches Statistisches Landesamt, 1968. Weitere Quellen: LAGIS; Gemeinde Eichenzell; Zensus 2011 |                                            |                                            |                                            |                                            |

### Einwohnerstruktur 2011
Nach den Erhebungen des Zensus 2011 lebten am Stichtag dem 9. Mai 2011 in Welkers 966 Einwohner. Darunter waren 18 (1,9 %) Ausländer.
Nach dem Lebensalter waren 198 Einwohner unter 18 Jahren, 420 zwischen 18 und 49, 171 zwischen 50 und 64 und 177 Einwohner waren älter.
Die Einwohner lebten in 393 Haushalten. Davon waren 105 Singlehaushalte, 102 Paare ohne Kinder und 153 Paare mit Kindern, sowie 21 Alleinerziehende und 12 Wohngemeinschaften. In 81 Haushalten lebten ausschließlich Senioren und in 264 Haushaltungen lebten keine Senioren.

### Historische Religionszugehörigkeit
| • 1885: | ein evangelischer (= 0,33 %), 302 katholische (= 99,34 %), ein jüdischer (= 0,33 %) Einwohner |
| • 1961: | 41 evangelische (= 7,04 %), 539 katholische (= 92,61 %) Einwohner                             |

## Religion

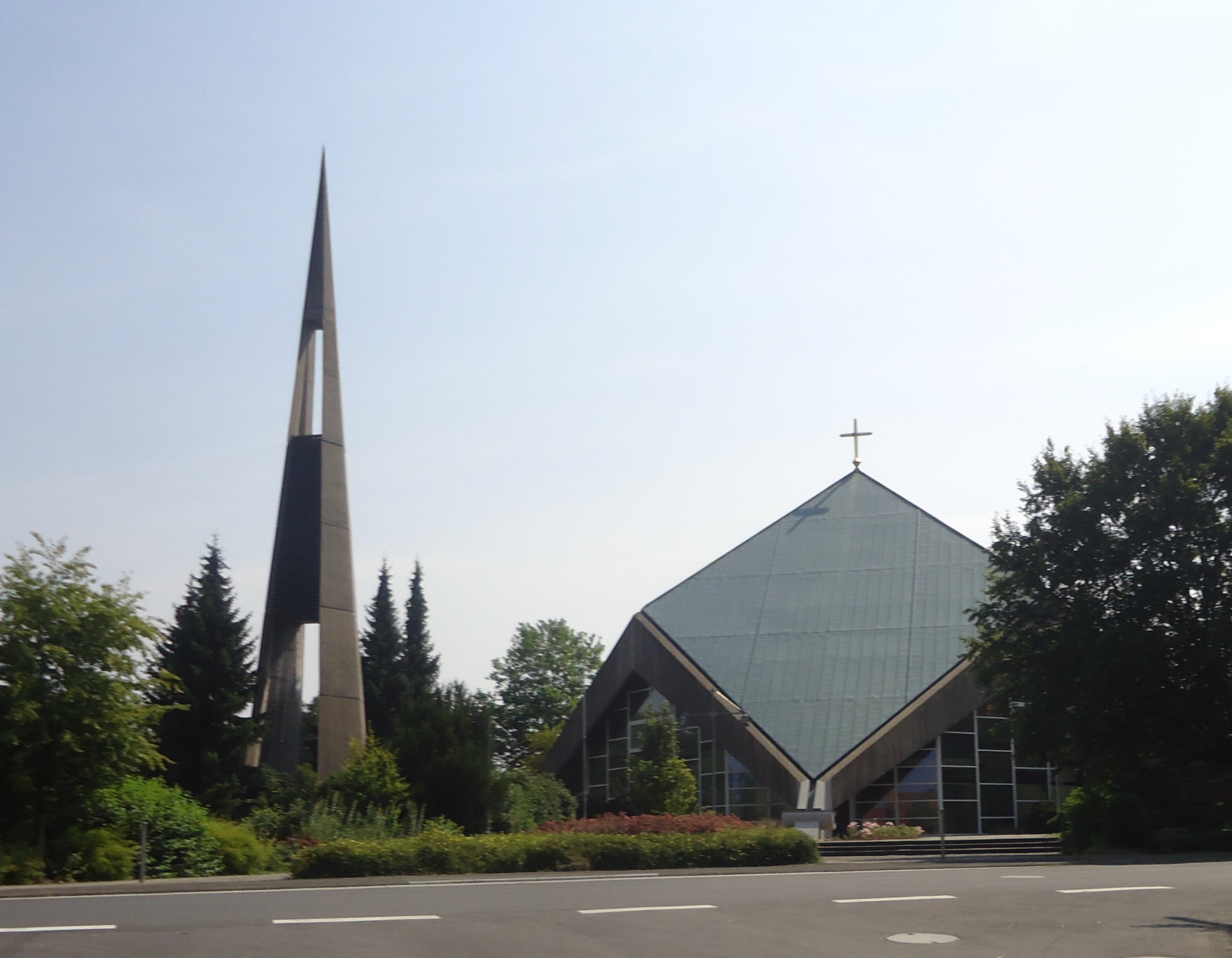
Die katholische Heilig-Kreuz-Kirche von Welkers (1968/70)

Die katholische Heilig Kreuz Kirche ist ein moderner Zeltbau mit frei stehendem nach oben spitz auslaufendem Glockenturm (Campanile) von 1968 bis 1970. Das Kirchengebäude steht (in den Brückenwiesen) in der Rothemanner Straße in der Ortsmitte.

## Politik
Für den Ortsteil Welkers besteht ein Ortsbezirk (Gebiete der ehemaligen Gemeinde Welkers) mit Ortsbeirat und Ortsvorsteher nach der Hessischen Gemeindeordnung.
Der Ortsbeirat besteht aus sieben Mitgliedern. Bei den Kommunalwahlen in Hessen 2021 betrug die Wahlbeteiligung zum Ortsbeirat 58,42 %. Dabei wurden gewählt: sechs Mitglieder der CDU und ein Mitglied der „Bürgerliste Echenzell“. Der Ortsbeirat wählte Andreas Klimesch (CDU) zum Ortsvorsteher.

## Kultur und Sehenswürdigkeiten
Sehenswert ist der prachtvolle gotische Schnitzaltar aus dem Jahre 1509 in der neuen Kirche. Die Heilig-Kreuz-Kirche wurde 1968–1970 erbaut.

## Infrastruktur
Im Ort gibt es ein Bürgerhaus und einen Kindergarten.